# Rica, famosa, latina
Rica Famosa Latina es un programa de televisión de telerrealidad estadounidense transmitido por Estrella TV. Se inspiró en la franquicia The Real Housewives. Se estrenó por primera vez el 16 de septiembre de 2014.

## Producción y resumen
El programa sigue la vida de mujeres pertenecientes al medio, descritas como famosas latinas de éxito financiero en Los Ángeles.

### Temporada 1–3
La primera temporada se estrenó el 16 de septiembre de 2014 y presentó a la empresaria de seguros para automóviles Adriana Gallardo, la periodista y esposa del productor musical Pepe Garza: Elisa Beristain, la mánager y exesposa del vocalista del grupo La Ley, Beto Cuevas: Estela Mora, la empresaria y hermana de la cantante Jenni Rivera: Rosie Rivera, y la actriz y presentadora Victoria Del Rosal. La segunda temporada se estrenó el  30 de marzo de 2015. Antes de que se anunciase esta temporada, se supo que Adriana Gallardo no regresaría al programa después de la primera temporada. Se presentó por primera vez a la empresaria Luzelba Mansour; la actriz, modelo y realtor Sandra Vidal; la presentadora y actriz Sissi Fleitas; y la cantante y actriz María Raquenel. También incluyó a Verónica Pliego como amiga de las Ricas.
Después de la segunda temporada Estela Mora, Elisa Beristain,  Rosie Rivera y María Raquenel se retiraron del programa.
La tercera temporada integró a la actriz, presentadora e hija del actor y modelo Andrés García; Andrea García, la exesposa del cantante Lupillo Rivera (en ese entonces esposa); Mayeli Rivera y la vedette Niurka Marcos.

### Temporada 4–5
La cuarta temporada se estrenó el 6 de septiembre de 2016, presentando al mismo reparto de la temporada anterior. En mayo de 2017 Sissi Fleitas anunció su salida del programa. Esta fue la última temporada de Victoria Del Rosal, Andrea García y Sissi Fleitas. Mayeli Rivera anunció que no estaría en la quinta temporada.
La quinta temporada se estrenó el 18 de septiembre de 2017. Incluyó por primera vez a las actrices venezolanas Scarlett Ortiz y Mimí Lazo, a la ex reina de belleza y actriz panameña Patricia de León y a la periodista guatemalteca Ninette Ríos. Después de que finalizase la temporada el programa tomó una pausa indefinida. Además, fue la última temporada de Niurka, Scarlet, Mimí, Patricia y Ninette.

### Temporada 6
La sexta temporada se estrenó el 16 de octubre de 2022, bajo el eslogan de Rica Famosa Latina - Así Se Brilla. El 9 de mayo de 2022 se anunció oficialmente la renovación del programa para una sexta temporada después de cinco años en pausa. Luzelba Mansour y Sandra Vidal se mantienen como las únicas miembros del reparto que regresan de la temporada anterior. Mayeli Rivera también regresa al programa después de haberse retirado en 2016 después de la cuarta temporada.
El 6 de agosto de ese mismo año se confirmó el ingreso de Kimberly Flores, la esposa del vocalista de La Trakalosa de Monterrey, Edwin Luna. También se integraron, la novia del cantante Vicente Fernández Jr.; Mariana González junto a la modelo y empresaria argentina Marcela Iglesias, quien tiene registrada la marca "Queen of Hollywood" anteriormente de Marilyn Monroe.

## Reparto
| Miembros del reparto           | Temporadas | Temporadas | Temporadas | Temporadas | Temporadas | Temporadas | Temporadas |
| ------------------------------ | ---------- | ---------- | ---------- | ---------- | ---------- | ---------- | ---------- |
| Miembros del reparto           | 1          | 2          | 3          | 4          | 5          | 6          | 7          |
| Victoria del Rosal             | Principal  | Principal  | Principal  | Principal  |            |            |            |
| Elisa Beristain                | Principal  | Principal  |            | Invitada   |            |            |            |
| Rosie Rivera                   | Principal  | Principal  | Invitada   |            |            |            |            |
| Estela Mora                    | Principal  | Principal  |            |            |            |            |            |
| Adriana Gallardo               | Principal  | Invitada   |            |            |            |            |            |
| Sandra Vidal                   |            | Principal  | Principal  | Principal  | Principal  | Principal  |            |
| Luzelba Lozano (antes Mansour) |            | Principal  | Principal  | Principal  | Principal  | Principal  |            |
| Mayeli Alonso (antes Rivera)   |            | Invitada   | Principal  | Principal  |            | Principal  |            |
| Sissi Fleitas                  |            | Principal  | Principal  | Principal  |            |            |            |
| María Raquenel                 |            | Principal  |            |            |            |            |            |
| Veronica Pliego                |            | Principal  |            |            |            |            |            |
| Niurka Marcos                  |            |            | Principal  | Principal  | Principal  |            |            |
| Andrea García                  |            |            | Principal  | Principal  |            |            |            |
| Scarlet Ortiz                  |            |            |            |            | Principal  |            |            |
| Ninette Ríos                   |            |            |            |            | Principal  |            |            |
| Mimí Lazo                      |            |            |            |            | Principal  |            |            |
| Patricia de León               |            |            |            |            | Principal  |            |            |
| Mariana González               |            |            |            |            |            | Principal  |            |
| Marcela Iglesias               |            |            |            |            |            | Principal  |            |
| Kimberly Flores                |            |            |            |            |            | Principal  |            |
| Amigas de las Ricas            |            |            |            |            |            |            |            |
| Lula Flores                    | Amiga      | Invitada   |            |            |            |            |            |
| Gaby Ramirez                   | Amiga      |            |            |            |            |            |            |
| Verona Prive                   |            |            | Amiga      |            |            |            |            |
| Laura Bayonas                  |            |            | Amiga      | Amiga      | Amiga      |            |            |
| Mhoni Vidente                  |            |            |            | Amiga      |            |            |            |
| María Allende                  |            |            |            | Amiga      | Amiga      |            |            |

## Episodios
| Temporada | Episodios | Originalmente transmitido | Originalmente transmitido |
| Temporada | Episodios | Primera transmisión       | Última transmisión        |
| --------- | --------- | ------------------------- | ------------------------- |
| 1         | 37        | 16 de septiembre de 2014  | 24 de noviembre de 2014   |
| 2         | 30        | 30 de marzo de 2015       | 20 de mayo de 2015        |
| 3         | 38        | 21 de septiembre de 2015  | 25 de noviembre de 2015   |
| 4         | 44        | 6 de septiembre de 2016   | 1 de diciembre de 2016    |
| 5         | 36        | 18 de septiembre de 2017  | 20 de noviembre de 2017   |
| 6         | 10        | 16 de octubre de 2022     | 18 de diciembre de 2022   |

## Controversias y críticas
El programa ha sido catalogado de violento en múltiples ocasiones, esto debido las recurrentes agresiones físicas entre los miembros del reparto y al enfoque que la producción presta a ello. En el rodaje de la cuarta temporada, Sandra Vidal y Victoria del Rosal mantuvieron un altercado físico, lo cual terminó con vidrios en el rostro y moretones. De igual manera, ocurrió en la quinta temporada, cuando Luzelba Mansour tuvo que ser intervenida quirúrgicamente luego de un enfrentamiento con Patricia de León.
La credibilidad de lo que sucede también ha sido especulado, pues hay medios que aseguran que el programa cuenta con guiones, "Nosotros damos algunas líneas de producción, pero basándonos en las cosas reales de ella. No montamos cuentitos. No manipulamos nada de lo que ha pasado, a diferencia de otros años, que todo era más platicadito como historia". esto respondió en una entrevista Andrew Alva, uno de los productores del programa.